# Siasi
Siasi ist eine philippinische Stadtgemeinde in der Provinz Sulu auf der gleichnamigen Insel. Sie hat 67.705 Einwohner (Zensus 1. August 2015).

## Baranggays
Siasi ist administrativ in 51 Baranggays unterteilt.
| - Bakud - Buan - Bulansing Tara - Bulihkullul - Campo Islam - Duggo - Duhol Tara - East Kungtad - East Sisangat - Ipil - Jambangan - Kabubu - Kong-Kong Laminusa - Kud-kud - Kungtad West - Latung - Luuk Laminusa | - Luuk Tara - Manta - Minapan - Nipa-nipa - North Laud - North Manta - North Musu Laud - North Silumpak - Pislong - Poblacion (Campo Baro) - Punungan - Puukan Laminusa - Ratag - Sablay - Sarukot - Siburi - Singko | - Siolakan - Siowing - Sipanding - Sisangat - Siundoh - South Musu Laud - South Silumpak - Southwestern Bulikullul - Subah Buaya - Tampakan Laminusa - Tengah Laminusa - Tong Laminusa - Tong-tong - Tonglabah - Tubig Kutah - Tulling |